# Armagnacs (facción política)

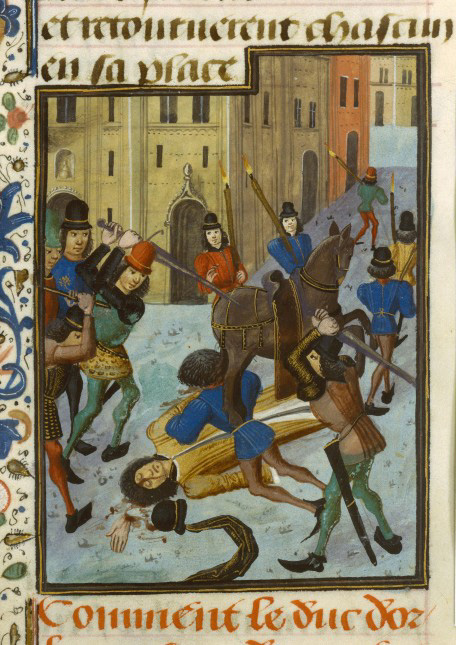
Pintura de la facción de los Armagnacs

La facción de los armagnacs, en el siglo XV, constituía uno de los dos partidos opuestos que libraron una guerra civil en Francia, paralelamente a la guerra de los Cien Años. Los oponentes de los armagnacs eran los borgoñones.
Originalmente, el conflicto involucraba, por un lado, a Juan I de Borgoña (apodado Sin Miedo) y, por el otro, a Luis de Valois, duque de Orleans. Desde 1393, cuando el rey Carlos VI se había vuelto loco, Francia había sido gobernada por un consejo de regencia presidido por la reina Isabel.
La Guerra civil Armañac-Borgoña comenzó el 23 de noviembre de 1407, cuando el duque de Orleans fue asesinado por orden de Juan Sin Miedo.
El conflicto debilitó enormemente a Francia, que ya estaba enfrentando a Inglaterra, en la guerra de los Cien Años. La guerra entre armagnacs y borgoñones no terminará hasta casi treinta años después, con la firma del tratado de Arras (1435). Juan Sin Miedo también sería asesinado en 1419 por los armagnacs.
La facción de los armagnac tomó su nombre de Bernardo VII, Conde de Armagnac (1360-1418), suegro de Carlos VIl, hijo de Luis de Valois. Bernardo proporcionó gran parte de la financiación y algunas de las experimentadas tropas gasconas a la causa de su yerno.